# Região Metropolitana de Palmas
A Região Metropolitana de Palmas é uma região metropolitana no estado do Tocantins, instituída pela Lei Estadual nº 2824, de 31 de dezembro de 2013. A Região Metropolitana de Palmas compreende 16 municípios na região central do Tocantins, no entanto, o município de Palmas forma uma conurbação somente com o distrito de Luzimangues, situado no município de Porto Nacional. A Região Metropolitana de Palmas apresentava em 1º de julho de 2021, uma população total de 501,080 habitantes, segundo estimativa do IBGE.

## Municípios
Fonte: IBGE
| Município              | População | Referências |
| ---------------------- | --------- | ----------- |
| Aparecida do Rio Negro | 4.856     | IBGE 2022   |
| Barrolândia            | 5.669     |             |
| Brejinho de Nazaré     | 5.540     |             |
| Fátima                 | 3.824     |             |
| Ipueiras               | 2.088     |             |
| Lajeado                | 3.199     |             |
| Miracema do Tocantins  | 17.628    |             |
| Miranorte              | 13.551    |             |
| Monte do Carmo         | 8.182     |             |
| Oliveira de Fátima     | 1.124     |             |
| Palmas                 | 302.692   | IBGE 2022   |
| Paraíso do Tocantins   | 52.360    | IBGE 2022   |
| Porto Nacional         | 53.618    |             |
| Pugmil                 | 2.746     |             |
| Silvanópolis           | 5.452     |             |
| Tocantínia             | 7.688     |             |
| Total                  | 490.217   |             |